# I liga urugwajska w piłce nożnej (1956)
- Mistrz Urugwaju 1956: Club Nacional de Football
- Wicemistrz Urugwaju 1956: CA Peñarol
- Spadek do drugiej ligi: Sud América Montevideo
- Awans z drugiej ligi: Fénix Montevideo

Mistrzostwa Urugwaju w roku 1956 były mistrzostwami rozgrywanymi według systemu, w którym wszystkie kluby rozgrywały ze sobą mecze każdy z każdym u siebie i na wyjeździe, a o tytule mistrza i dalszej kolejności decydowała końcowa tabela.

## Primera División

### Kolejka 1
| Mecz                                              |
| ------------------------------------------------- |
| Club Nacional de Football – CA Cerro 3:0          |
| CA Peñarol – Racing Montevideo 7:1                |
| Rampla Juniors – Montevideo Wanderers 0:0         |
| Defensor Sporting – Danubio FC 2:0                |
| Liverpool Montevideo – Sud América Montevideo 2:1 |

### Kolejka 2
| Mecz                                                 |
| ---------------------------------------------------- |
| CA Peñarol – Rampla Juniors 2:1                      |
| Club Nacional de Football – Montevideo Wanderers 3:1 |
| CA Cerro – Sud América Montevideo 2:1                |
| Defensor Sporting – Liverpool Montevideo 3:1         |
| Danubio FC – Racing Montevideo 4:1                   |

### Kolejka 3
| Mecz                                            |
| ----------------------------------------------- |
| Club Nacional de Football – Danubio FC 3:0      |
| CA Peñarol – Defensor Sporting 2:2              |
| Montevideo Wanderers – Liverpool Montevideo 1:0 |
| Racing Montevideo – CA Cerro 2:0                |
| Rampla Juniors – Sud América Montevideo 2:0     |

### Kolejka 4
| Mecz                                                 |
| ---------------------------------------------------- |
| CA Peñarol – Sud América Montevideo 3:0              |
| Racing Montevideo – Montevideo Wanderers 3:2         |
| Defensor Sporting – Rampla Juniors 3:3               |
| CA Cerro – Danubio FC 1:0                            |
| Club Nacional de Football – Liverpool Montevideo 4:3 |

### Kolejka 5
| Mecz                                              |
| ------------------------------------------------- |
| Club Nacional de Football – Defensor Sporting 3:2 |
| CA Peñarol – Danubio FC 4:0                       |
| CA Cerro – Rampla Juniors 2:0                     |
| Liverpool Montevideo – Racing Montevideo 2:2      |
| Montevideo Wanderers – Sud América Montevideo 2:2 |

### Kolejka 6
| Mecz                                                   |
| ------------------------------------------------------ |
| CA Peñarol – Liverpool Montevideo 5:1                  |
| Club Nacional de Football – Sud América Montevideo 5:1 |
| Rampla Juniors – Danubio FC 4:1                        |
| Defensor Sporting – Racing Montevideo 2:1              |
| Montevideo Wanderers – CA Cerro 2:2                    |

### Kolejka 7
| Mecz                                              |
| ------------------------------------------------- |
| CA Cerro – CA Peñarol 2:1                         |
| Sud América Montevideo – Defensor Sporting 2:1    |
| Montevideo Wanderers – Danubio FC 0:0             |
| Liverpool Montevideo – Rampla Juniors 4:1         |
| Club Nacional de Football – Racing Montevideo 2:1 |

### Kolejka 8
| Mecz                                         |
| -------------------------------------------- |
| CA Cerro – Liverpool Montevideo 4:1          |
| Rampla Juniors – Racing Montevideo 2:2       |
| Montevideo Wanderers – Defensor Sporting 1:1 |
| CA Peñarol – Club Nacional de Football 3:1   |
| Danubio FC – Sud América Montevideo 3:1      |

### Kolejka 9
| Mecz                                           |
| ---------------------------------------------- |
| CA Peñarol – Montevideo Wanderers 4:0          |
| Club Nacional de Football – Rampla Juniors 3:1 |
| Defensor Sporting – CA Cerro 2:2               |
| Liverpool Montevideo – Danubio FC 4:2          |
| Racing Montevideo – Sud América Montevideo 2:1 |

### Kolejka 10
| Mecz                                              |
| ------------------------------------------------- |
| Club Nacional de Football – CA Cerro 3:2          |
| CA Peñarol – Racing Montevideo 4:1                |
| Rampla Juniors – Montevideo Wanderers 0:0         |
| Defensor Sporting – Danubio FC 2:1                |
| Liverpool Montevideo – Sud América Montevideo 3:2 |

### Kolejka 11
| Mecz                                                 |
| ---------------------------------------------------- |
| CA Peñarol – Rampla Juniors 2:1                      |
| Club Nacional de Football – Montevideo Wanderers 2:0 |
| CA Cerro – Sud América Montevideo 3:3                |
| Liverpool Montevideo – Defensor Sporting 2:1         |
| Danubio FC – Racing Montevideo 1:0                   |

### Kolejka 12
| Mecz                                            |
| ----------------------------------------------- |
| Club Nacional de Football – Danubio FC 3:0      |
| CA Peñarol – Defensor Sporting 4:2              |
| Liverpool Montevideo – Montevideo Wanderers 2:1 |
| CA Cerro – Racing Montevideo 5:1                |
| Rampla Juniors – Sud América Montevideo 1:1     |

### Kolejka 13
| Mecz                                                 |
| ---------------------------------------------------- |
| CA Peñarol – Sud América Montevideo 1:1              |
| Racing Montevideo – Montevideo Wanderers 0:0         |
| Defensor Sporting – Rampla Juniors 2:2               |
| Danubio FC – CA Cerro 1:0                            |
| Club Nacional de Football – Liverpool Montevideo 2:0 |

### Kolejka 14
| Mecz                                              |
| ------------------------------------------------- |
| Club Nacional de Football – Defensor Sporting 4:1 |
| CA Peñarol – Danubio FC 2:0                       |
| CA Cerro – Rampla Juniors 5:2                     |
| Racing Montevideo – Liverpool Montevideo 2:1      |
| Montevideo Wanderers – Sud América Montevideo 1:0 |

### Kolejka 15
| Mecz                                                   |
| ------------------------------------------------------ |
| CA Peñarol – Liverpool Montevideo 5:1                  |
| Club Nacional de Football – Sud América Montevideo 5:0 |
| Danubio FC – Rampla Juniors 3:1                        |
| Defensor Sporting – Racing Montevideo 2:0              |
| Montevideo Wanderers – CA Cerro 2:2                    |

### Kolejka 16
| Mecz                                              |
| ------------------------------------------------- |
| CA Cerro – CA Peñarol 2:1                         |
| Defensor Sporting – Sud América Montevideo 2:0    |
| Montevideo Wanderers – Danubio FC 2:0             |
| Liverpool Montevideo – Rampla Juniors 1:1         |
| Club Nacional de Football – Racing Montevideo 5:1 |

### Kolejka 17
| Mecz                                         |
| -------------------------------------------- |
| CA Cerro – Liverpool Montevideo 4:2          |
| Rampla Juniors – Racing Montevideo 3:1       |
| Montevideo Wanderers – Defensor Sporting 1:1 |
| CA Peñarol – Club Nacional de Football 1:1   |
| Danubio FC – Sud América Montevideo 1:0      |

### Kolejka 18
| Mecz                                           |
| ---------------------------------------------- |
| CA Peñarol – Montevideo Wanderers 1:0          |
| Club Nacional de Football – Rampla Juniors 2:2 |
| CA Cerro – Defensor Sporting 4:3               |
| Liverpool Montevideo – Danubio FC 1:1          |
| Racing Montevideo – Sud América Montevideo 4:2 |

### Końcowa tabela sezonu 1956
| Poz | Klub                      | Mecze | Zw | Rem | Por | Pkt | BrZd | BrStr |
| --- | ------------------------- | ----- | -- | --- | --- | --- | ---- | ----- |
| 1   | Club Nacional de Football | 18    | 15 | 2   | 1   | 32  | 54   | 19    |
| 2   | CA Peñarol                | 18    | 13 | 3   | 2   | 29  | 50   | 17    |
| 3   | CA Cerro                  | 18    | 10 | 4   | 4   | 24  | 42   | 30    |
| 4   | Defensor Sporting         | 18    | 6  | 6   | 6   | 18  | 34   | 33    |
| 5   | Montevideo Wanderers      | 18    | 3  | 9   | 6   | 15  | 16   | 23    |
| 7   | Liverpool Montevideo      | 18    | 6  | 3   | 9   | 15  | 31   | 40    |
| 6   | Rampla Juniors            | 18    | 3  | 8   | 7   | 14  | 27   | 34    |
| 8   | Danubio FC                | 18    | 6  | 2   | 10  | 14  | 18   | 31    |
| 9   | Racing Montevideo         | 18    | 5  | 3   | 10  | 13  | 25   | 45    |
| 10  | Sud América Montevideo    | 18    | 1  | 4   | 13  | 6   | 18   | 43    |

### Klasyfikacja strzelców bramek
| Gole | Piłkarz               | Klub     |
| ---- | --------------------- | -------- |
| 18   | Carlos María Carranza | CA Cerro |